# 山口功一郎
山口 功一郎（やまぐち こういちろう、1980年8月31日 - ）は、日本の実業家、馬主。

## 経歴
2003年に東京大学経済学部を卒業後、UBS証券に入社。2006年に外資系運用会社へ入社、その後2009年に投資顧問業の暁翔キャピタル株式会社を設立した。現在、代表取締役社長を務める。
2022年には、株式会社横浜エクセレンスの株主及び取締役会長となった

## 馬主活動

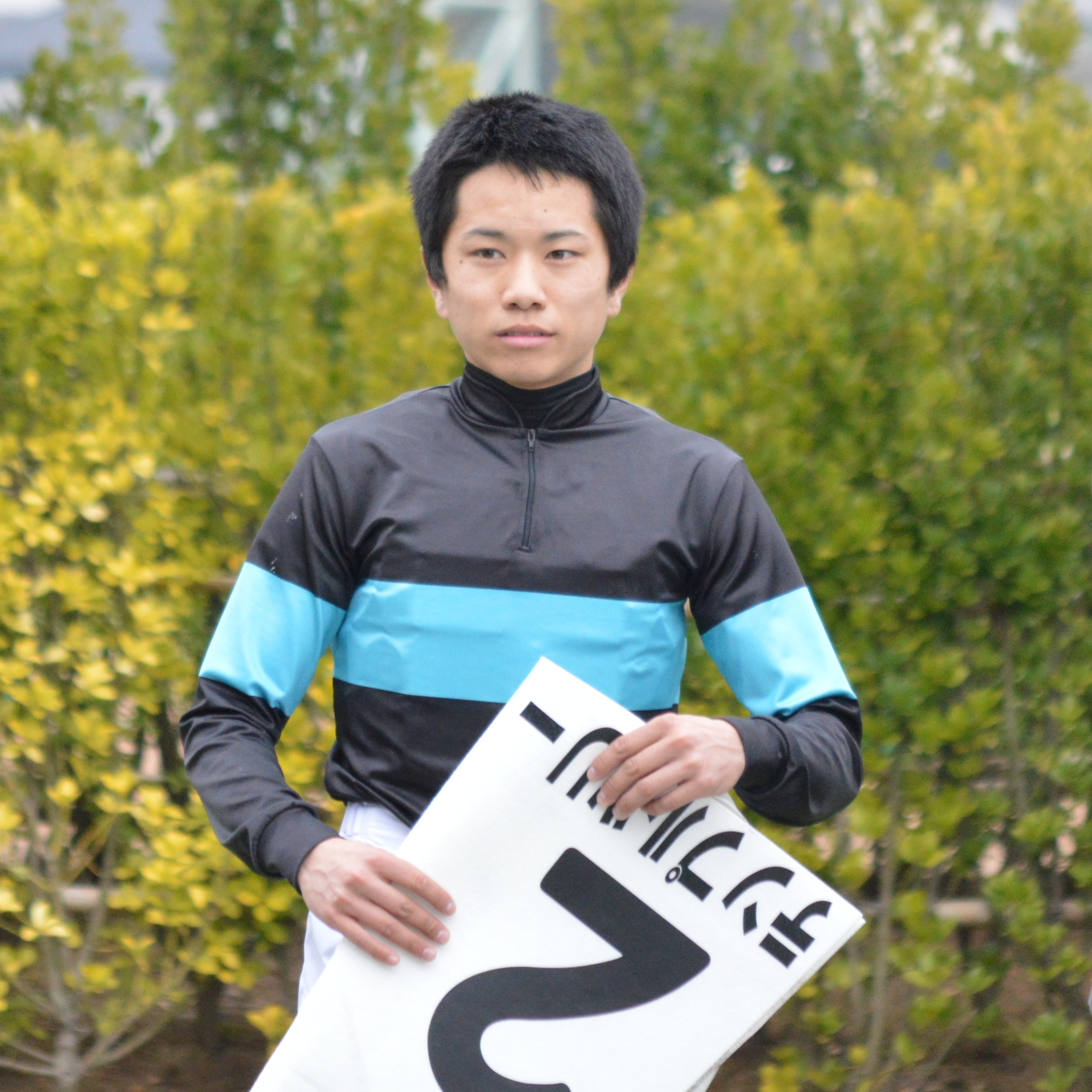
山口の勝負服を着用した井上敏樹

日本中央競馬会（JRA）および地方競馬（NAR）に登録する馬主としても知られた。勝負服の柄は黒、水色一文字、冠名は特に用いない。
幼い頃から小倉競馬場が身近にあったといい、陸上部の練習で小倉競馬場のダートコースを利用したり、競馬開催日に門番のアルバイトをした経験もあった。大学卒業後にキャロットクラブで出資を開始し、一口馬主となる。最初の出資馬であったカルナバリートは、2008年にオープン特別の室町ステークスを制した。
その後、田原邦男などとの出会いをきっかけに、個人馬主となることを決意。しかし、初めてJRAの馬主資格を取得しようとした時は起業したばかりであり、事業の持続性が認められず申請が却下されてしまう。その3年後、ようやく資格の取得が叶ったという。

### 来歴（個人馬主として）
- 2012年 - JRAとNARの馬主資格取得[1]。
- 2013年 - 10月19日の2歳未勝利戦をアイナマーリエで制し、初勝利。
- 2019年 - プロキオンステークスをアルクトスで制し、重賞競走初制覇。
- 2020年 - マイルチャンピオンシップ南部杯をアルクトスで制し、GI級競走初制覇。

## 主な所有馬

### GI級競走優勝馬
- アルクトス（2019年プロキオンステークス、マイルチャンピオンシップ南部杯2着、2020年マイルチャンピオンシップ南部杯、2021年さきたま杯、マイルチャンピオンシップ南部杯）

### 重賞競走優勝馬
- シャインガーネット（2020年ファルコンステークス）

### その他の所有馬
- カーボナード（2017年サウジアラビアロイヤルカップ3着）
- ヴァッシュモン（2019年ジュニアカップ）